# 小玉理恵子
小玉 理恵子（こだま りえこ、1963年5月25日 - 2022年5月9日）は、神奈川県出身のゲームクリエイター。旧姓は片岡。生前はセガに所属していた。

## 経歴
考古学か絵のどちらかを大学で学ぶことを希望していたものの、大学受験に失敗したため、絵の道へ進むべきと考え、広告デザインの専門学校に進学した。専門学校時代の先輩にセガの社員がいたことと、なじみのないゲームの世界に新しさを感じたことを理由に、1984年にセガに入社した。
ゲームの制作現場に興味を抱いた小玉は、入社後すぐ『チャンピオンボクシング』のキャラクターを手掛けた。入社当時セガには十分な人数のデザイナーがいなかったことから、進行中のプロジェクトの補助として特定のキャラクターのみのデザインを手掛けることも多く、1年間に5・6本分の仕事を掛け持ちすることもあった。
アーケードゲーム、家庭用ゲーム機ソフトのグラフィックデザイナーを経て、ディレクター、ゲームプロデューサーとなる。開発子会社であるオーバーワークス所属だった時期もある。
2019年にはゲーム・デベロッパーズ・チョイス・アワードのパイオニア賞に選ばれた。3月に行われるGame Developers Conferenceの会期中に授賞式が執り行われる。
『SEGA AGES』でプロデューサーを務めた際、レトロゲームの復刻の経験は初めてで、終了時の気持ちは思い出が甦りながら過去タイトル向き合った事で学ぶ事が出来たという。開発中に残るエピソードは『ソニック・ザ・ヘッジホッグ』のダウンロード数が非常に多かった事。『SEGA AGES』に新シーズンが来るとしたら、作りたいタイトルとして、彼女が手掛けた『魔法騎士レイアース』を挙げている。理由はイベントのテキストをスキップできないなどの問題を当時から承知しており、改善を求めた。
2022年10月27日に発売したメガドライブ ミニ2のエンドロールに小玉に対する追悼メッセージが存在した。米IGNの問い合わせでは5月、ファミ通の問い合わせでは同年5月9日に死去していたことが判明した。58歳没、戒名は「創夢恵音信女」。

## 主な作品

### グラフィックデザイナー
- チャンピオンボクシング（英語版）
- 忍者プリンセス
- カルテット
- グレートベースボール
- アレックスキッドのミラクルワールド
- ダブルターゲット シンシアの眠り
- ファンタジーゾーンII オパオパの涙[8]
- ファンタシースター
- ザ・ブラックオニキス（SG-1000、SC-3000版）
- 星をさがして…（セガ・マークIII）
- 獣王記（メガドライブ版）
- Poseidon Wars 3-D
- アレックスキッド 天空魔城
- ファンタシースターII 還らざる時の終わりに
- 孔雀王（セガ・マークIII版）
- 孔雀王2
- ゴールデンアックス（メガドライブ版）[9]
- ワールドカップサッカー
- ソーサリアン（メガドライブ版）
- シャドー・ダンサー ザ・シークレット・オブ・シノビ（英語版）
- アイラブミッキーマウス ふしぎのお城大冒険（メガドライブ版）
- アドバンスド大戦略 －ドイツ電撃作戦－
- ソニック・ザ・ヘッジホッグ（メガドライブ版）
- アイルトン・セナ スーパーモナコGP II
- ソニック・ザ・ヘッジホッグ2（メガドライブ版）
- ハイブリッド・フロント（開発協力）

### ディレクター
- ファンタシースター 千年紀の終りに
- 魔法騎士レイアース（セガサターン版）

### プロデューサー
- DEEP FEAR
- あつまれ!ぐるぐる温泉
- エターナルアルカディア
- エターナルアルカディア レジェンド
- 獣王記 -PROJECT ALTERED BEAST-
- ソニーコンピュータサイエンス研究所 茂木健一郎博士監修 脳に快感 アハ体験!
- ソニーコンピュータサイエンス研究所 茂木健一郎博士監修 脳に快感 みんなでアハ体験！
- 齋藤孝のDSで読む三色ボールペン名作塾
- セブンスドラゴン[10]
- セブンスドラゴン2020[11]
- セブンスドラゴン2020-II[12]
- セブンスドラゴンIII code:VFD（Co-Producer）
- SEGA AGES（Nintendo Switch版リードプロデューサー兼ディレクター）[13]
- Alex Kidd in Miracle World DX（スーパーバイザー）[14]。